# Tanymastigiidae
Tanymastigiidae är en familj av kräftdjur. Tanymastigiidae ingår i ordningen gälbladfotingar, klassen bladfotingar, fylumet leddjur och riket djur. Enligt Catalogue of Life omfattar familjen Tanymastigiidae 8 arter.
Kladogram enligt Catalogue of Life:
| Tanymastigiidae | \| \| Tanymastigites \| \| \| \| \| \| Tanymastix \| \| \| \| |
|                 | \| \| Tanymastigites \| \| \| \| \| \| Tanymastix \| \| \| \| |
|                 | Artemiidae                                                    |
|                 |                                                               |
|                 | Branchinectidae                                               |
|                 |                                                               |
|                 | Branchiopodidae                                               |
|                 |                                                               |
|                 | Branchipodidae                                                |
|                 |                                                               |
|                 | Chirocephalidae                                               |
|                 |                                                               |
|                 | Parartemiidae                                                 |
|                 |                                                               |
|                 | Polyartemidae                                                 |
|                 |                                                               |
|                 | Streptocephalidae                                             |
|                 |                                                               |
|                 | Thamnocephalidae                                              |
|                 |                                                               |
|                 | Tanymastigites                                                |
|                 |                                                               |
|                 | Tanymastix                                                    |
|                 |                                                               |

|  | Tanymastigites |
|  |                |
|  | Tanymastix     |
|  |                |